# Daniel Rolander
Daniel Rolander, född omkring 1723 i Stibbetorp i Hälleberga, Småland, död 1793 i Lund, var en svensk botanist och entomolog samt en av Linnés lärjungar. Han studerade vid Uppsala universitet 1744–1754.
År 1755 tillbringade Rolander sju månader i den holländska kolonin Surinam, som ledare för en forskningsexpedition finansierad av Carl von Linné. Rolander blev sjuk på utresan, vintern 1755, och återhämtade sig aldrig helt. Trots sin sjukdom skickade han en mängd plantor från Surinam till Linné och skrev den omfattande rapporten Diarium surinamense, quod sub itinere exotico bestående av 699 handskrivna sidor på latin. Rolander gjorde också omfattande zoologiska observationer med fokus på insekter (som var hans speciella expertområde) och gjorde insamlingsresor runt Paramaribo och uppför Surinamfloden. 
Vid hemkomsten från Sydamerika i oktober 1756 kom Rolander i konflikt med Linné då han vägrade ge sin mentor tillgång till sina samlingar, troligen på grund av att den senare inte bistått Rolander vid den besvärliga hemresan. Linnés inflytande gjorde det omöjligt för Rolander att få en akademisk tjänst men han fick dock arbete som prefekt vid Serafimerlasarettets medicinska trädgård i Stockholm. Hans uppgift var att odla tropiska medicinalväxter, men han misslyckades och lämnade sin tjänst. 
År 1761 flyttade han till Köpenhamn, där han till att börja med fann sig väl till rätta. Han anställdes av det kungliga hovet för att ordna en framstående ministers (förmodligen greve Moltke) naturaliekabinett. När arbetet var slutfört efter ett år kunde han emellertid inte finna något nytt och framgången förvandlades till misär. Klädd i trasor överlevde han under en tid på en låda skänkta äpplen som han ransonerade till ett om dagen. Vid denna tid förbarmade sig professor Christian Gottlieb Kratzenstein, som insåg hans värde, över Rolander och gav honom kost och logi och hjälp med hans skulder i utbyte mot att han avslutade sin reserapport. Handskriften har sedan dess legat obeaktad på Botaniska biblioteket ända tills professor Arne Jönsson i Lund tog sig an den vid mitten av 1990-talet. Tre av Jönssons elever har fört forskningen om Rolanders arbete framåt; Jessica Ohlsson, Claes Dahlman och framför allt James Dobreff.  
Mellan 1765 och 1785 levde Rolander först i Landskrona och sedan på Ven under Adam Schaus beskydd. Han skrev en naturalhistoria över Ven, men det arbetet har tyvärr inte kunnat återfinnas.
Sina sista år tillbringade Daniel Rolander utblottad i Lund där han dog 1793. Envisa rykten om att han skulle varit alkoholiserad eller rent av mentalsjuk får numera betraktas som vederlagda genom främst Dobreffs forskning.